# Mao Zemin

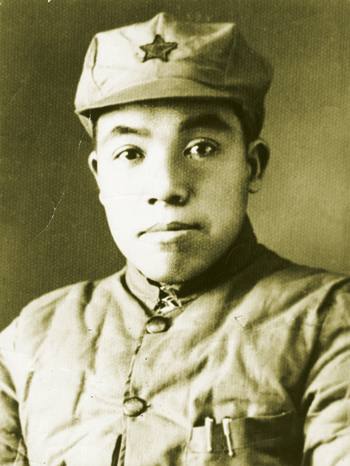
Mao Zemin

Mao Zemin (chinesisch 毛泽民, Pinyin Máo Zémin; * 3. April 1896; † 27. September 1943) war der ältere der beiden jüngeren Brüder von Mao Zedong. Er war mit Wang Shulan (王淑兰) verheiratet, mit der er eine 1922 geborene Tochter hatte. Zemin trat im Herbst 1922 der Kommunistischen Partei Chinas bei. Er heiratete 1926 seine zweite Frau, Qian Xijun (钱希均), mit der er später am Langen Marsch teilnahm. Ab 1931 agierte er als Leiter der Bank des Roten Staates in Ruijin, einer kleinen Kreisstadt in Ganzhou.  1937 organisierte Mao Zemin zusammen mit seiner Frau Qian Xijun die Weiterleitung von Geld der Kommunistischen Internationale von Schanghai nach Xi’an. 1941 heiratete er seine dritte Ehefrau, Zhu Danhua (朱旦华), mit der er einen 1941 geborenen Sohn hatte.
Am 27. September 1943 wurde er auf Befehl des chinesischen Warlords Sheng Shicai, für den er seit 1940 gearbeitet hatte, in Xinjiang umgebracht.